# Henrik Pontoppidan
Henrik Pontoppidan (Fredericia, Dinamarca, 24 de julio de 1857-Copenhague, 21 de agosto de 1943) fue un novelista y cuentista danés, ganador del Premio Nobel de Literatura en 1917. 

## Su infancia
Henrik Pontoppidan nació en Fredericia, en la península de Jutlandia. Su padre era un estudioso bíblico que seguía y apoyaba las teorías extremistas del teólogo N. F. S. Grundtvig, y su madre era la hija de un reconocido funcionario del gobierno.
A poco de nacer Henrik, la familia se mudó al pueblo de Randers, que había sido invadido y saqueado por las tropas austríacas y prusianas. La visión de la destrucción y la miseria dejada atrás por la guerra causó una fuerte impresión en el pequeño Henrik, que se traduciría en el pesimismo de sus novelas, en varias de las cuales retornaría sobre el tema de las guerras y las penurias subsiguientes.

## Su juventud
Enfrentado con sus padres, Henrik se negó a seguir la tradición eclesiástica de su familia, y abandonó el pueblo para estudiar ingeniería en el Instituto Politécnico de Copenhague, pero en 1879 se cansó de estudiar y se trasladó al interior del país, donde ejercería como maestro de escuela secundaria hasta 1910.
Fue en este período que Henrik escribió y publicó su primera colección de cuentos, Alas cortadas (1881).
Ese mismo año, el autor se casó con Mette Marie Hansen, que lo ayudó a independizarse y apoyó sus intentos por vivir exclusivamente de la literatura. Desde entonces y hasta 1888 el matrimonio vivió en el campo, hasta que se establecieron en Copenhague luego de varios viajes por Alemania e Italia.

## Primeras obras
En estos primeros trabajos Pontoppidan estudió el contraste entre naturaleza y cultura, o, lo que es lo mismo, entre el entorno y las aspiraciones humanas. En su cuento El barquito (Kirkeskuden), de Alas cortadas, un niño gitano que ha quedado huérfano es criado por un sacerdote y su esposa. El pequeño toma un modelo votivo de barco de la iglesia y lo lleva al agua, donde inmediatamente se hunde para su desesperación.
Así, casi siempre en la literatura de Henrik la naturaleza se opone al espíritu humano, obstaculizando el progreso del alma y la paz de la mente. Como otros escritores de su tiempo, Pontoppidan es un antinaturalista a ultranza, volviendo la espalda a la doctrina naturalista del crítico y escritor  Georg Brandes.
Entre Alas cortadas y 1890 publicó más de 10 libros, pero ninguno de ellos es demasiado conocido. La fama le llegaría con las tres largas novelas que publicaría a continuación.

## Sus novelas mayores

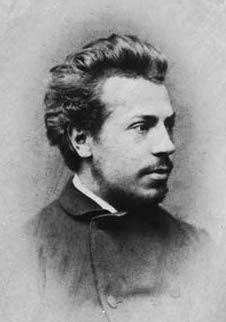
Henrik Pontoppidan c. 1874

Entre 1891 y 1916 Pontoppidan produjo, posiblemente, las obras más importantes de su carrera. Se trata de tres series de novelas irónicas, pobladas de personajes que se esfuerzan por cambiar sus lugares en el mundo, mientras el mundo se confabula para frustrar sus deseos. La carga de la naturaleza, como siempre, se hace presente aquí para doblegar a los hombres bajo su peso brutal.
La Tierra Prometida, en tres tomos (1891-1895); Pedro el Afortunado, en ocho tomos (1898-1904); y El reino de los muertos, en cinco tomos (1912-1916), analizan el sistema de cosas de principios del siglo XX y muy especialmente el mundo de las ideas y de las creencias religiosas, atacando con enorme furia el entorno de la ortodoxia teológica en el cual Pontoppidan había sido criado y que odiaba con todo su corazón.
La primera trilogía trata de la lucha entre los seguidores de Grundtvig y unos evangelistas idealistas, formando delicados retratos psicológicos de los personajes, en particular de un pastor llamado Emmanuel Hansted, puro y pío, que resiste a toda tentación para cumplir sus aspiraciones. Luego de una brava lucha, el buen pastor es destruido.
La larga saga costumbrista de Pedro el Afortunado que parece el símil de la vida de Pontoppidan, relata la vida de uno de los opositores a Hansted llamado Per (Pedro) Sidenius. Se trata de un joven ingeniero civil hidráulico, explorador e inspector de autopistas que, a pesar de renegar de las enseñanzas de su propio padre, un pastor evangélico riguroso, es generoso y no persigue glorias personales. Pedro es el hijo de un pastor protestante, se rebela contra la religión y se embarca en un megaproyecto industrial grandioso, pero a pesar de  que la vida le ofrece oportunidades, su  orgullo, inercia y su incapacidad para reconocer sus bendiciones lo llevan a una caída espiritual y económica. Luego del golpe, Pedro encuentra la verdadera fe, una fe que puede ser o no religiosa. A pesar de la obvia naturaleza autobiográfica del personaje, este también ha sido caracterizado por la crítica como un arquetipo nacional danés. Esta gran novela de la literatura europea ha sido traducida al castellano por María Pilar Lorenzo y publicada por Ediciones de la Torre. Esta novela fue llevada con éxito al cine como  Per el afortunado por el director Bille August.
La pentalogía de El reino de los muertos relata un patético y desconsolador cuadro social, muy acorde con el omnipresente pesimismo de Pontoppidan. Los cambios sociales hunden a la gente en lugar de beneficiarla, y parece que ningún cambio sirviese nunca para nada. Un príncipe danés y rico terrateniente llamado Myshkin intenta ayudar a los trabajadores de sus tierras, pero estos se vuelven contra él injustamente, mientras un político, Enslev, construye su carrera sobre la traición al pueblo y a los obreros. La novela es tan oscura que uno de los personajes muere diciendo Me muero... y sin haber vivido.
El objetivo de Henrik en estas grandes y voluminosas novelas fue crear un cuadro creíble y ajustado de la realidad danesa del tiempo que le tocó vivir. Los individuos son reconocibles como tipos sociales, y se los analiza en relación con graves conflictos laborales, políticos, sociales y religiosos. El personaje de Hansted es particularmente ilustrativo de este punto, y tal vez el más maltratado por el autor en medio de esta pléyade de sufrientes protagonistas y figurantes: querido y respetado por su comunidad en cuanto generoso e idealista, abandona a sus iguales para ir a vivir a Copenhague donde conoce a una mujer de mundo y se enamora de ella. Luego de caer en una crisis de delirio místico, termina muriendo en un manicomio.

## Literatura, ideología y crítica
Pontoppidan se separó de su esposa en 1888 cuando esta, harta de la vida en la ciudad, se volvió al campo con sus padres. Cuatro años más tarde, el literato se casó en segundas nupcias con Antoinette C. Kofoed con la que tuvo dos hijos.
Mientras los demás escritores abandonaban la crítica social, cansados de la depresión y las continuas crisis en que se debatían los sucesivos gobiernos daneses, Pontoppidan acentuó aún más sus ataques contra la corrupción y dejadez de sus gobernantes, los cuales dejó plasmados en su excelente libro de cuentos Nubes (1890). En él retrata la cobardía del pueblo, que prefiere tolerar el retraso y la corrupción con tal de no abandonar sus cómodas, pequeñas vidas.
En su autobiografía, el escritor confiesa que luego regresó a la novela, la que, a pesar de la mala fama que se le atribuía, era, a su juicio, el género que más se aproximaba al drama clásico y a la epopeya épica.

## El Premio Nobel
En 1917 Henrik Pontoppidan ganó el Premio Nobel de Literatura (compartido con Karl Gjellerup). Los demás escritores estuvieron de acuerdo con las palabras de Thomas Mann, quien afirmó que el danés era un «poeta épico nato, un conservador que ha preservado para nosotros el gran estilo de la novela». Pontoppidan decía de sí mismo, en cambio, que era un narrador tradicional. La realidad es que ningún otro novelista danés ha logrado una tan precisa interpretación de su propia sociedad y de los tiempos que le tocó vivir.

## Obras principales
- Stækkede vinger (Alas cortadas, 1881)[8]
- Sandinge meninghed (1883)
- Landsbybilleder (Postales de la aldea, 1883)
- Ung Elskov (1885)
- Smaa Romaner (1885-90)
- Mimoser (La hija del usurero, 1886)
- Isbjørnen (1887)
- Fra Hytterne (1887)
- Spøgelser (1888)
- Krøniker (Crónicas, 1890)
- Skyer (Nubes, 1890)
- Det Forjættede Land (La Tierra Prometida, 1891-95)[8]
- Minder (1893)
- Ørneflug (1893)
- Nattevagt (El vigilante nocturno, 1894)
- Den gamle Adam (El viejo Adán, 1895)
- Højsang (1896)
- Kirkeskuden (El barquito, 1897)
- Nar vildegæssene trækker forbi (1897)
- Lykke-Per (Pedro el Afortunado, 1898-1904)[10]
- Lille Rødhætte (1900)
- Det ideale hjem (1900)
- Desde las chozas (1901)
- De vilde Fugle (1902)
- Borgmester Hoeck og Hustru (1905)
- Asgaardsrejen (1906)
- Det store spøgelse (1906)
- Hans Kvast og Melusine (1907)
- Den Kongelige gæst (El huésped del rey, 1908)
- De dødes rige (El reino de los muertos, 1912-16)[8]
- Et Kærlighedseventyr (1918)
- Romaner og Fortællinger (1924-26)
- Mands Himmerig (El Cielo del Hombre, 1927)
- Drengeaar (memorias, 1933)
- Hamskifte (memorias, 1936)
- Arv og Gæld (memorias, 1938)
- Familieliv (memorias, 1940)
- Undervejs til mig selv (En ruta hacia mí mismo, memorias, 1943)
- Erindringer (1962)
- Magister globs papirer (1979)
- Kronjuder og Molboer (1989)
- Enetaler (1993)
- Mininger & Holderinger (1994)
- Henrik Pontoppidans Breve (1997)
- Henrik Pontoppidans Dikte (1999)